# Castianeira claveroensis
Castianeira claveroensis är en spindelart som beskrevs av Cândido Firmino de Mello-Leitão 1943. 
Castianeira claveroensis ingår i släktet Castianeira och familjen flinkspindlar. Inga underarter finns listade.